# Синовете на правдата
Синовете на правдата е български телевизионен игрален филм от 1969 година по сценарий Славчо Чернишев. Режисьор е Петко Джамбазов, а оператор Стефан Кебапчиев .

## Актьорски състав
| В главните роли | Изпълнител        |
| --------------- | ----------------- |
|                 | Никола Дачев      |
|                 | Петър Слабаков    |
|                 | Катя Чукова       |
|                 | Досьо Досев       |
|                 | Никола Дачев      |
|                 | Антон Карастоянов |
|                 | Георги Русев      |
|                 | Божидар Лечев     |
|                 | Николай Дойчев    |
|                 | Славчо Митев      |
|                 | Стефан Стефанов   |
|                 | Георги Георгиев   |
|                 | Огнемир Павлов    |